# Inguz (rune)
Inguz (ook wel Ingwaz) is de tweeëntwintigste rune van het oude futhark. De klank is 'NG'. Inguz is de zesde rune van de derde Aett. De rune betekent vuur, vuurtoren of brandhout. 

## Karaktercodering
| Unicode Codepoint | U+16dc              |
| Unicode-Name      | RUNIC LETTER INGWAZ |
| HTML              | &#5852;             |